# Ippitus simplex
Ippitus simplex là một loài bọ cánh cứng trong họ Cerambycidae.